# Baselga di Piné
Baselga di Piné település Olaszországban, Trento megyében. Lakosainak száma 5127 fő (2023. január 1.). Baselga di Piné Bedollo, Fornace, Lona–Lases, Palu del Fersina, Pergine Valsugana, Sant’Orsola Terme, Segonzano, Telve és Valfloriana községekkel határos.

## Népesség
A település népességének változása:
| Lakosok száma | 5051 | 5075 | 5127 |
|               | 2017 | 2018 | 2023 |